# Bezpartyjny Blok Wspierania Reform
Bezpartyjny Blok Wspierania Reform (BBWR) – polski komitet wyborczy, którego powstanie zapowiedział Lech Wałęsa 1 czerwca 1993 podczas konferencji prasowej w ogrodach Belwederu. Miał on odnosić się do tradycji piłsudczykowskiego Bezpartyjnego Bloku Współpracy z Rządem.

## Historia
BBWR został zarejestrowany sądownie 30 listopada 1993 jako stowarzyszenie.
W 7 stycznia 1994 podczas posiedzenia założycieli funkcję przewodniczącego powierzono Zbigniewowi Relidze. Funkcję przewodniczącego pełnił do czasu zwołania zjazdu stowarzyszenia. W listopadzie tego samego roku ustąpił i odszedł z BBWR, a na funkcji szefa stowarzyszenia zastąpił go Jerzy Gwiżdż.
Bezpartyjny Blok Wspierania Reform był formacją polityczną mającą stworzyć w nowym parlamencie zaplecze prezydenta RP, który liczył na uzyskanie przez swoje ugrupowanie co najmniej 25% głosów. W momencie powstania sondaż Demoskopu dawał stowarzyszeniu poparcie 18% ankietowanych.
W wyniku wyborów parlamentarnych, które odbyły się 19 września 1993, BBWR uzyskał 746 653 głosy, tj. 5,41% poparcia, co przełożyło się na 18 mandatów parlamentarnych (16 sejmowych i 2 senackie). Już wówczas Lech Wałęsa zaczął się dystansować od swojej nowej formacji. 
W wyborach prezydenckich w 1995 ugrupowanie działało na rzecz reelekcji Lecha Wałęsy. Po przegranych wyborach w ugrupowaniu nastąpił rozłam.
W lutym 1996 Jerzy Gwiżdż został zawieszony, a w marcu odwołany i wykluczony przez nadzwyczajny zjazd. Następnie zrezygnował z członkostwa w BBWR. Następcą Jerzego Gwiżdża został Stanisław Kowolik.
W trakcie trwania II kadencji Sejmu RP w latach 1993–1997 Klub Parlamentarny BBWR okazał się najbardziej skłóconym klubem. Na koniec kadencji jego posłowie byli podzieleni na kilka grup: 
(nazwa ugrupowania, ilość posłów z listy BBWR, lider) 
- BBWR – Blok dla Polski, 7 posłów, Andrzej Gąsienica-Makowski (były przewodniczący klubu),
- BBWR – Solidarni w Wyborach, 3 posłów, Jerzy Gwiżdż (były wiceprzewodniczący klubu),
- Nowa Polska, 3 posłów,
- Partia Republikanie, 2 posłów, Jerzy Eysymontt (były wiceprzewodniczący klubu),
- Krajowa Partia Emerytów i Rencistów, 1 poseł.

W efekcie były prezydent zaapelował do polityków BBWR o wycofanie swoich kandydatur w kolejnych wyborach parlamentarnych, czego jednak zdecydowana większość nie uczyniła. W wyborach tych BBWR otrzymał 1,36% głosów i nie uzyskał mandatów w parlamencie. W listopadzie tego samego roku działacze BBWR podjęli decyzję o przekształceniu stowarzyszenia w partię polityczną Blok dla Polski. Lech Wałęsa powołał natomiast w tym czasie partię Chrześcijańska Demokracja III RP (znalazł się w niej m.in. były szef BBWR Jerzy Gwiżdż), której środowisko startowało w wyborach z list AWS.

## Działacze
BBWR składał się z czterech pionów. Skupiały one: pracobiorców, pracodawców, rolników oraz działaczy samorządowych. W skład ugrupowania wchodzili działacze postsolidarnościowi (m.in. Jerzy Eysymontt czy Janusz Byliński), pracownicy Kancelarii Prezydenta (Andrzej Kozakiewicz czy Eligiusz Włodarczyk), związkowcy, przedsiębiorcy oraz 18 wojskowych.